# Mistrzostwa Świata FIBT 1997
Mistrzostwa Świata FIBT 1997 odbyły się 20 lutego 1997 roku w szwajcarskiej miejscowości Sankt Moritz, gdzie przeprowadzono konkurencje bobslejowe oraz w dniach 8–9 lutego 1997 roku w amerykańskiej miejscowości Lake Placid, gdzie rozegrano konkurencję skeletonu.

## Skeleton
- Data: 8 - 9 lutego 1997 Lake Placid (rozegrano tylko 3 z 4 ślizgów)

### Mężczyźni
| Miejsce | Sportowiec      | Narodowość        | Czas    |
| ------- | --------------- | ----------------- | ------- |
| 1       | Ryan Davenport  | Kanada            | 2:53.45 |
| 2       | Jim Shea        | Stany Zjednoczone | 2:53.53 |
| 3       | Chris Soule     | Stany Zjednoczone | 2:54.30 |
| 4       | Terry Holland   | Stany Zjednoczone | 2:55.60 |
| 5       | Willi Schneider | Niemcy            | 2:55.91 |
| 6       | Orvie Garrett   | Stany Zjednoczone | 2:56.17 |
| 7       | Andy Böhme      | Niemcy            | 2:57.21 |
| 8       | Kazuhiro Koshi  | Japonia           | 2:59.48 |
| 9       | Kristan Bromley | Wielka Brytania   | 3:00.51 |
| 10      | Roch Rochester  | Wielka Brytania   | 3:00.92 |

### Tabela medalowa
| Miejsce | Państwo           |   |   |   | Razem |
| ------- | ----------------- | - | - | - | ----- |
| 1.      | Kanada            | 1 | 0 | 0 | 1     |
| 2.      | Stany Zjednoczone | 0 | 1 | 1 | 2     |

## Bobsleje

### Mężczyźni

#### Dwójki
- Data: 20 lutego 1997 r. Sankt Moritz

| Miejsce | Narodowość        | Zawodnik                        | czas |
| ------- | ----------------- | ------------------------------- | ---- |
| 1       | Szwajcaria        | Reto Götschi Guido Acklin       | -    |
| 2       | Włochy            | Günther Huber Antonio Tartaglia | -    |
| 3       | Stany Zjednoczone | Brian Shimer Robert Olesen      | -    |

#### Czwórki
- Data: 20 lutego 1997 r. Sankt Moritz

| Miejsce | Narodowość        | Zawodnik                                                    | czas |
| ------- | ----------------- | ----------------------------------------------------------- | ---- |
| 1       | Niemcy            | Wolfgang Hoppe Sven Rühr René Hannemann Carsten Embach      | -    |
| 2       | Niemcy            | Dirk Wiese Christoph Bartsch Torsten Voss Michael Liekmeier | -    |
| 3       | Stany Zjednoczone | Brian Shimer Chip Minton Randy Jones Robert Olesen          | -    |

## Tabela medalowa
| Miejsce | Państwo           |   |   |   | Razem |
| ------- | ----------------- | - | - | - | ----- |
| 1.      | Niemcy            | 1 | 1 | 0 | 2     |
| 2.      | Szwajcaria        | 1 | 0 | 0 | 1     |
| 3.      | Włochy            | 0 | 1 | 0 | 1     |
| 4.      | Stany Zjednoczone | 0 | 0 | 2 | 1     |